# Union Sportive Dacquoise
La Union Sportive Dacquoise (US Dax) és un club poliesportiu de la ciutat occitana de Dacs, al departament de Lanas. Aquest club té com a secció principal la de rugbi a 15, que juga al Top 14.

## Palmarès
- campionat de França: 
  - Finalista: 1956, 1961, 1963, 1966 i 1973 (5)
- Challenge Yves du Manoir: 
  - Campió: 1957, 1959, 1969, 1971 i 1982 (5)
  - Finalistaː 1968, 1988 (2)
- Challenge du Club complet: 
  - Campió: 1980 (1)
- Copa d'Europa:
  - Quarts de final: 1997
- European Challenge Cupː
  - Quarts de finalː 1999

## Les finals de l'US Dax

### Campionat de França
| Data de la final   | Vencedor           | Finalista | Resultat | Lloc de la final          | Espectadors |
| 3 de juny de 1956  | FC Lourdes         | US Dax    | 20-0     | Stadium Municipal, Tolosa | 38.426      |
| 28 de maig de 1961 | AS Béziers         | US Dax    | 6-3      | Stade de Gerland, Lió     | 35.000      |
| 2 de juny de 1963  | Stade Montois      | US Dax    | 9-6      | Parc Lescure, Bordeus     | 39.000      |
| 22 de maig de 1966 | SU Agen            | US Dax    | 9-8      | Stadium Municipal, Tolosa | 28.803      |
| 20 de maig de 1973 | Stadoceste tarbais | US Dax    | 18-12    | Stadium Municipal, Tolosa | 26.952      |

### AlPro D2
| Data de la final   | Vencedor | Finalista       | Resultat | Lloc de la final            | Espectadors |
| 4 de juny de 2006  | SC Albi  | US Dax          | 12-8     | Stade Ernest-Wallon, Tolosa | nc          |
| 27 de maig de 2007 | US Dax   | Stade rochelais | 22-16    | Parc Lescure, Bordeus       | nc          |

## Joueurs emblématiques
| - Pierre Albaladejo - Benoît August - Jean-Louis Azarete - Jean-Pierre Bastiat - Pascal Béraud - Rudolph Bérek | - Jean-Louis Bérot - Maurice Biraben - Maurice Boyau - Georges Capdepuy - Philippe Carbonneau - Jean Desclaux | - Claude Dourthe - Richard Dourthe - Gérard Dufau - Raphaël Ibañez - Jean-Patrick Lescarboura - Thierry Lacroix | - Paul Lasaosa - Jean-Claude Lasserre - Jean-Pierre Lux - Olivier Magne - Fabien Pelous - Laurent Rodriguez | - Olivier Roumat - Marc Sallefranque |  |